# 고덕국제신도시
고덕국제신도시(古德國際新都市)는 대한민국 경기도 평택시 고덕동과 고덕면 해창리 일대에 택지지구 및 산업단지가 건설 중인 총 면적 17,482km2의 신도시이다.
인구 14만여 명을 수용할 총 5만9천 호의 주택을 공급할 계획이며, 2019년 6월에 아파트 첫 입주가 시작되었다.

## 교육
- 고덕초등학교
- 고덕함박초등학교
- 민세초등학교
- 율포초등학교
- 종덕초등학교
- 해창초등학교
- 민세중학교
- 해창중학교
- 송탄고등학교

## 공공 기관
- 평택북부경찰서: 2025년 개서 예정

## 연계 교통
- 수도권 전철 1호선 서정리역이 위치하고 있다.

## 아파트
| 단지명                                          | 건설사                      | 시행사                                               | 주소                      | 입주        | 비고 |
| ----------------------------------------------- | --------------------------- | ---------------------------------------------------- | ------------------------- | ----------- | ---- |
| 고덕 자연앤자이                                 | ㈜지에스건설                | 경기도시공사                                         |                           |             |      |
| 고덕자이 센트로                                 | ㈜지에스건설                | 평택도시공사                                         |                           |             |      |
| 고덕국제신도시 파라곤                           | 동양건설산업 라인건설㈜     | ㈜세종개발산업                                       |                           |             |      |
| 고덕국제신도시 파라곤 에듀포레                  | ㈜라인건설                  | ㈜라인건설                                           |                           |             |      |
| 고덕국제신도시 서한이다음 그레이튼              | ㈜서한                      | ㈜서한                                               |                           |             |      |
| 고덕국제신도시 금호어울림 스퀘어                | 금호산업                    | ㈜대한제16호고덕어울림뉴스테이위탁관리부동산투자회사 |                           |             |      |
| 고덕국제신도시 제일풍경채 더 퍼스트             | 제일건설㈜                  | 제일건설㈜                                           | 고덕국제대로 179 (고덕동) | 2019년 11월 |      |
| 고덕국제신도시 제일풍경채 에듀                  | 제일건설㈜                  | ㈜제이아이건설                                       | 고덕국제8로 100 (고덕동)  | 2023년 1월  |      |
| 고덕국제신도시 제일풍경채 센텀                  | 제일건설㈜                  | ㈜제이제이건설                                       | 고덕로 271 (고덕동)       | 2023년 2월  |      |
| 신안인스빌 시그니처                             | ㈜신안                      | ㈜신안                                               |                           |             |      |
| 고덕국제신도시 호반써밋                         | 호반산업㈜                  | 티에스리빙㈜                                         | 고덕국제1로 50 (고덕동)   | 2021년 10월 |      |
| 고덕국제신도시 호반써밋 에듀파크                | 호반건설                    | 군인공제회                                           | 고덕로 270 (고덕동)       | 2022년 5월  |      |
| 고덕국제신도시 호반써밋 더 트리아츠             | 호반건설                    | 스카이리빙㈜                                         | 고덕국제5로 100 (고덕동)  | 2024년 7월  |      |
| 고덕국제신도시 대광로제비앙 디아트              | ㈜대광건영                  | ㈜대광건영                                           |                           |             |      |
| 고덕국제신도시 대광로제비앙 모아엘가 에듀센트럴 | ㈜대광건영 ㈜모아건설산업   | ㈜덕원이앤씨                                         | 고덕국제8로 10 (고덕동)   | 2025년 4월  |      |
| 고덕국제신도시 리슈빌 레이크파크                | 계룡건설산업                | 계룡건설산업                                         |                           |             |      |
| 고덕국제신도시 디에트르 리비에르                | 대방건설                    | ㈜대방주택                                           |                           |             |      |
| 고덕국제신도시 미래도·파밀리에                  | 모아종합건설㈜ ㈜신동아건설 | 모아종합건설㈜ ㈜신동아건설                          |                           |             |      |